# Oruče
Oruče är en ort i Bosnien och Hercegovina.   Den ligger i entiteten Federationen Bosnien och Hercegovina, i den centrala delen av landet, 80 km norr om huvudstaden Sarajevo. Oruče ligger 426 meter över havet och antalet invånare är 154.
Terrängen runt Oruče är huvudsakligen kuperad, men åt nordväst är den platt. Runt Oruče är det ganska tätbefolkat, med 86 invånare per kvadratkilometer.. Närmaste större samhälle är Doboj, 18,4 km norr om Oruče. 
Omgivningarna runt Oruče är en mosaik av jordbruksmark och naturlig växtlighet.